# 大北堂
大北堂，又稱神召會大北堂，是廣東省廣州市越秀區的一個前基督教堂，現門牌為解放北路679號。教堂原在1930年代落成，1951年林獻羔將教堂搬去大馬站，教堂大聯合時撤銷這個教堂。後變為私人物業，租予越秀區第二人民醫院做門診樓，建築由兩棟小樓組成，左邊樓宇是琉璃瓦頂，右邊樓宇是西洋塔頂，為古堡樣貌。2012年成為越秀區第一批登記保護文物單位。租約屆滿醫院撤離。